# Andreya Triana
Andreya Triana (* 1981) ist eine britische Sängerin und Songwriterin aus dem Südosten Londons. Sie ist Absolventin der Red Bull Music Academy und war im Jahr 2015 bei den MOBO Awards in der Kategorie „Best R'N'B/Soul Act“ nominiert. Ihr Stil lässt sich als eine Fusion aus Soul, Jazz und Pop beschreiben. 

## Frühes Leben und Bildung
Triana zog im Alter von 14 Jahren mit ihrer Familie nach Worcester in den West Midlands. Mit 17 fing sie an, an Open-Mic-Abenden in einem örtlichen Musiklokal teilzunehmen, woraufhin der Eigentümer des Lokals sie einigen Musikern vorstellte, mit denen sie dann die Gruppe Bootis bildete. Während ihres Studiums der Musiktechnologie in Leeds, das sie 2005 erfolgreich abschloss, entschied sie sich, Bootis mit neuen Mitgliedern und einem neuen Multi-Genre-Sound neu zu formieren.
Regional bekannt wurde Triana durch improvisierte Sessions, bei denen sie alleine auf der Bühne stand und einen Sampler nutzte, um Vocals, perkussive Sounds und Beats live zu loopen. 2006 wurde sie aufgrund derartiger Sessions ausgewählt, an der Red Bull Music Academy in Australien teilzunehmen, wo sie ihren Improvisationsstil weiterentwickelte.

## Karriere

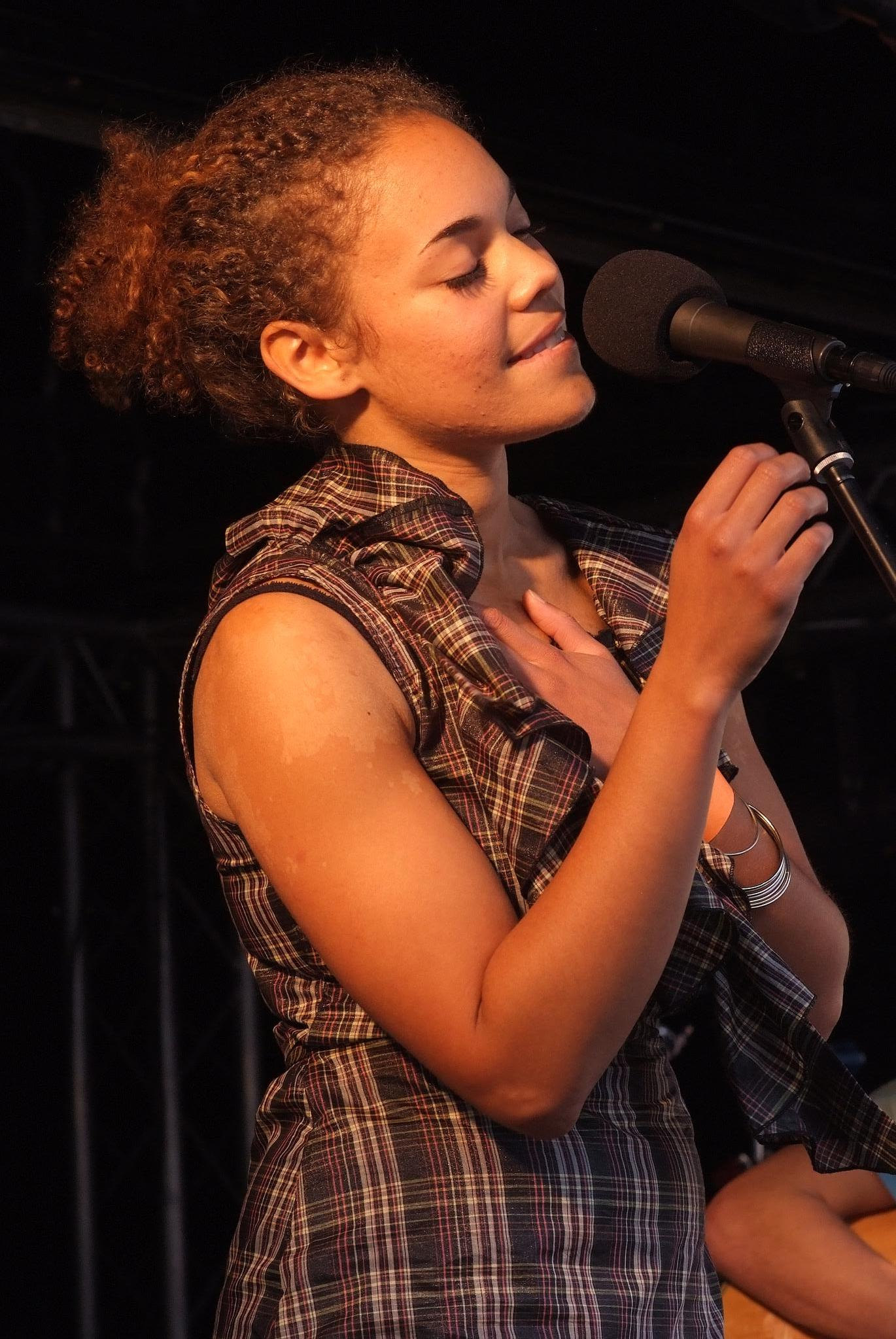
Andreya Triana auf dem Dalston Festival Vortex (2008).

Überregionale Bekanntheit erlangte Triana zunächst durch ein Feature auf dem Stück Tea Leaf Dancers des Produzenten Flying Lotus. Auf Laut.de heißt es dazu:

„Die Elektro-Szene horcht auf, als Flying Lotus 2007 ein Stück namens ‚Tea Leaf Dancers‘ an den Anfang seiner ‚Reset EP‘ packt. Schuld trägt nicht nur der Meister selbst, der hat den Zenit seiner Bekanntheit zu diesem Zeitpunkt noch lange nicht erreicht. Schuld trägt viel mehr die Stimme, die sich dem geneigten Hörer direkt ins Traumzentrum schleicht.
Unaufgeregt, eindringlich, fesselnd und in gewisser Weise erotisch schwebt Andreya Triana über Flying Lotus' entspannten Basswolken: Das erste Lebenszeichen der Britin aus South East London schlägt in der englischen Downbeat-Szene ein wie Komet.“

Trianas Debütalbum Lost Where I Belong wurde im September 2010 auf dem in London ansässigen Plattenlabel Ninja Tune veröffentlicht und enthielt Singles wie A Town Called Obsolete, Far Closer und den Titeltrack Lost Where I Belong. Das Album wurde vom britischen Musiker Simon Green (Bonobo) produziert. Das Album wurde später von Charles Aaron von Spin-Magazin als „Bestes Album des Jahres 2010“ ausgewählt. Aaron bezeichnet Triana in seiner Rezension mit einem Augenzwinkern als „Sades bisher übersehene kleine Schwester“ („Sade’s ignored younger sister“).
In einer Rezension der BBC urteilte Paul Clarke: „Lost Where I Belong hebt ab und nimmt dein Herz himmelwärts mit sich“ („Lost Where I Belong regularly takes flight and carries your heart heavenwards with it.“)
Auf Bonobos Album Black Sands aus demselben Jahr ist sie als Gastsängerin auf drei Stücken (Eyes Down, The Keeper und Stay The Same) zu hören. Bereits ein Jahr zuvor hatte sie Bonobo auf einer Tour durch Nordamerika begleitet; auch in der Folgezeit trat sie mehrfach mit ihm auf.
Der Song Everything you never had des britischen DJs Breach, auf dem Triana als Gastsängerin vertreten ist, hielt sich im Jahre 2013 wochenlang in den UK-Singlecharts und erreichte als Bestplatzierung Rang 9.
Trianas zweites Album Giants wurde im Mai 2015 bei Counter Records veröffentlicht und erreichte Platz 59 der Album-Charts in Großbritannien. Mit der Single Gold konnte sie in mehreren Fernsehshows auftreten, was ihren Bekanntheitsgrad steigerte. Der Track fand zudem in einer Nissan-Werbung („Good morning, good night“ – Werbespot für den Nissan Versa, 2020) Verwendung.
Das dritte Album Life in Colour erschien im Mai 2019 bei Hi-Tea Records. Triana arbeitete hierbei mit mehreren Produzenten zusammen, insbesondere mit dem französischen Grammy-nominierten Musiker und DJ Dimitri Tikovoï, der den Großteil des Albums produzierte.

## Diskografie

### Alben
| Albumtitel              | Veröffentlichungsdatum | Anzahl Lieder | Label           |
| ----------------------- | ---------------------- | ------------- | --------------- |
| Lost Where I Belong     | 6. September 2010      | 9             | Ninja Tune      |
| Giants                  | 4. Mai 2015            | 12            | Counter Records |
| Giants (Deluxe Edition) | 13. November 2015      | 18            | Counter Records |
| Life in Colour          | 24. Mai 2019           | 11            | Hi-Tea Records  |

### Singles
| Single                           | vom Album               | Veröffentlichungsdatum |
| -------------------------------- | ----------------------- | ---------------------- |
| Lost Where I Belong              | Lost Where I Belong     | 5. April 2010          |
| A Town Called Obsolete           | Lost Where I Belong     | 26. Juli 2010          |
| Far Closer                       | Lost Where I Belong     | 7. Februar 2011        |
| Song for a Friend                | Giants                  | 15. Mai 2013           |
| Everything You Never Had, Pt. II | Giants                  | 14. November 2014      |
| Gold                             | Giants                  | 13. März 2015          |
| That’s Alright with Me           | Giants                  | 7. Mai 2015            |
| Playing with Fire                | Giants (Deluxe Edition) | 16. Oktober 2015       |
| Woman                            | Life in Colour          | 20. November 2018      |
| Broke                            | Life in Colour          | 11. Januar 2019        |
| Freedom                          | Life in Colour          | 8. April 2019          |
| The Best                         | –                       | 30. Oktober 2019       |
| By Your Side                     | –                       | 20. November 2019      |
| Girl                             | –                       | 29. Januar 2020        |
| Hard Place                       | –                       | 8. April 2020          |

### Features
| Künstler                     | Albumtitel                               | Liedtitel                                | Jahr |
| ---------------------------- | ---------------------------------------- | ---------------------------------------- | ---- |
| Flying Lotus                 | Reset                                    | Tea Leaf Dancers                         | 2007 |
| Kidkanevil                   | Problems & Solutions                     | Good Morning, Whats New?                 | 2007 |
| Mr. Scruff                   | Ninja Tuna                               | Hold On                                  | 2008 |
| Various Artists              | Karen P ...Broad Casting                 | Brighter Days                            | 2008 |
| Natural Self                 | The Art of Vibration                     | The Rising                               | 2008 |
| TM Juke, the Jack Baker Trio | Boto and the Second Liners               | That Gut Feeling                         | 2009 |
| Homecut                      | No Freedom Without Sacrifice             | Breakdown                                | 2009 |
| Bonobo                       | Black Sands                              | Eyesdown                                 | 2010 |
| Bonobo                       | Black Sands                              | The Keeper                               | 2010 |
| Bonobo                       | Black Sands                              | Stay The Same                            | 2010 |
| TOKiMONSTA                   | Half Shadows                             | Green                                    | 2013 |
| Breach                       | Everything You Never Had (We Had It All) | Everything You Never Had (We Had It All) | 2013 |
| Manu Delago                  | Bigger Than Home                         | A Long Way                               | 2013 |
| Lapalux                      | Lustmore                                 | U Never Know                             | 2015 |
| Lapalux                      | Lustmore                                 | Puzzle                                   | 2015 |
| Karma Kid                    | Bird of Prey                             | Intro                                    | 2015 |
| Shaun Escoffery              | Evergreen                                | Here Comes the Rain Again                | 2016 |
| Fakear                       | Animal                                   | Light Bullet                             | 2016 |
| Nikitch                      | All the Best                             | When It All Falls Down                   | 2016 |
| Wilkinson                    | Hypnotic                                 | Take Us Home                             | 2017 |
| Pablo Nouvelle               | Wired                                    | Sunshine in Stereo                       | 2018 |
| Bondax                       | Revolve                                  | Real Thing                               | 2018 |
| Simon Field                  | Wildfire                                 | Wildfire                                 | 2018 |
| Jake Isaac                   | 10 Steps to Heaven                       | 10 Steps to Heaven                       | 2019 |
| Mousse T.                    | Where Is The Love                        | Broken Blues                             | 2019 |
| Henry Green                  | Half Light                               | Tide                                     | 2020 |
| Henry Green                  | Half Light                               | More                                     | 2020 |
| DJ Zinc                      | Friends and Fam                          | Baby It’s You                            | 2020 |
| The Vision                   | The Vision                               | Remember                                 | 2020 |
| The Vision                   | The Vision                               | Mountains                                | 2020 |
| The Vision                   | The Vision                               | Missing                                  | 2020 |
| The Vision                   | The Vision                               | Satisfy                                  | 2020 |
| The Vision                   | The Vision                               | Heaven                                   | 2020 |
| The Vision                   | The Vision                               | Home                                     | 2020 |